# Landmark 81
Vincom Landmark 81, hay đơn giản là Landmark 81, là tòa nhà chọc trời siêu cao ở Thành phố Hồ Chí Minh thuộc tổ hợp dự án Vinhomes Central Park trị giá 1,4 tỷ USD do Công ty Cổ phần Đầu tư xây dựng Tân Liên Phát thuộc Vingroup làm chủ đầu tư. Landmark 81 là tòa nhà cao nhất Việt Nam, tòa nhà cao thứ hai Đông Nam Á (bị phá kỉ lục là tòa nhà cao nhất bởi Merdeka 118 vào năm 2022), và là tòa nhà cao thứ 17 trên thế giới.
Tòa nhà 81 tầng cao 461,2 mét (1.513 ft) nằm ở bờ tây sông Sài Gòn thuộc quận Bình Thạnh, phía bắc trung tâm lịch sử Thành phố Hồ Chí Minh và ngay phía nam cầu Sài Gòn. Tòa tháp được xây dựng tại trung tâm khu đô thị phức hợp cao cấp Vinhome Central Park trị giá 1,5 tỷ USD. Dự án phát triển bao gồm các cơ sở khách sạn và hội nghị, căn hộ sang trọng, không gian bán lẻ cao cấp, nhà hàng, quán bar và đài quan sát nhiều tầng.

## Lịch sử
Lễ khởi công tòa tháp được tổ chức vào ngày 13 tháng 12 năm 2014. Vào tháng 10 năm 2017, tòa nhà đã xây dựng đến tầng 69 và có chiều cao 270 mét (890 ft), vượt qua Tháp Tài chính Bitexco để trở thành tòa nhà cao nhất Thành phố Hồ Chí Minh. Đến tháng 1 năm 2018, toàn bộ việc xây dựng tầng đã hoàn thành, chỉ còn lại phần chóp và đỉnh tháp là chưa hoàn thiện. Vào ngày 10 tháng 4 năm 2018, đoạn cuối cùng của đỉnh tháp đã được bổ sung, hoàn thành Landmark 81.

## Khánh thành
Sau 1.461 ngày thi công, vào ngày 26/07/2018, Landmark 81 chính thức được khánh thành và hoạt động hạng mục đầu tiên (TTTM Vincom Center Landmark 81).
Đến ngày 28/04/2019, tòa tháp Landmark 81 đã tiếp tục khánh thành đài quan sát Skyview cao nhất Việt Nam và Đông Nam Á thời điểm đó.
Vào ngày 21 tháng 9 năm 2022, khách sạn Autograph Collection đã khai trương tại Landmark 81. Khách sạn bắt đầu từ tầng 47 đến tầng 71 của tòa nhà chọc trời, có 223 phòng.

## Mô tả

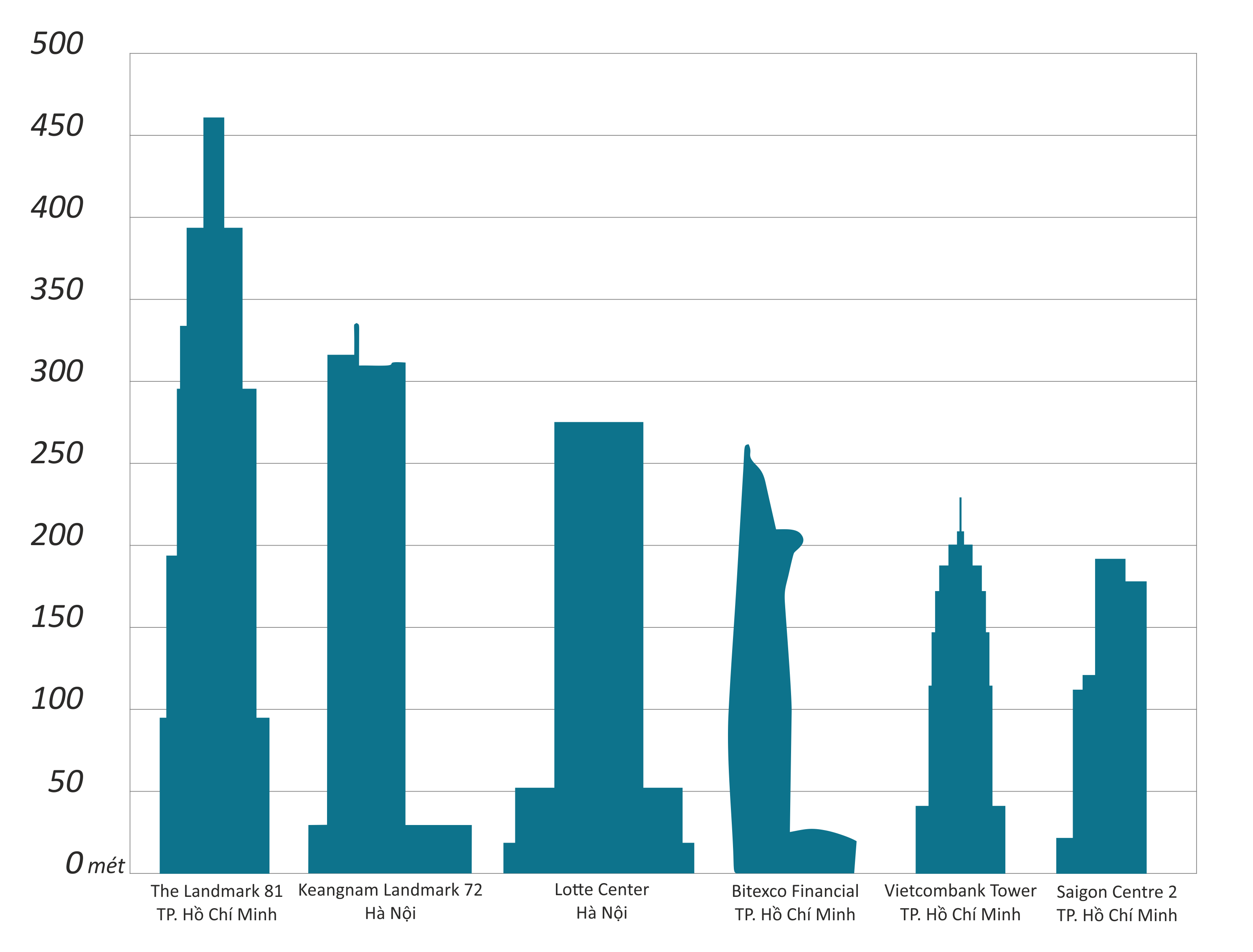
So sánh chiều cao với các tòa nhà khác ở Việt Nam.

Tên gọi chính thức của tòa nhà là Vincom Landmark 81, con số 81 nằm trong tên gọi tương ứng với tổng số tầng của tòa nhà này. Vincom là tên viết tắt của Vingroup và Commerce, Vingroup là nhà phát triển và nhà đầu tư chính của tòa nhà.
Tòa nhà The Landmark 81 có độ cao 461,2m, có 81 tầng được xây dựng tại vị trí trung tâm của khu đô thị Vinhomes Central Park, ngay bên bờ sông Sài Gòn. Tòa nhà Landmark 81 có tổng diện tích sàn xây dựng 141.000 m² trong đó:
- Tầng B2, B3 là hầm để xe
- Tầng B1, 1, 2, 3: Trung tâm thương mại, rạp chiếu phim, sân trượt băng trong nhà, gym...
- Tầng 4: Khu club house dành cho cư dân gồm hệ thống hồ bơi, gym, spa, bar và lounge ngoài trời.
- Tầng 5: Sảnh lounge tiêu chuẩn 5 sao và nhà sinh hoạt cộng đồng dành cho cư dân, nhà hàng cao cấp.
- Tầng 6 đến 40: Khu căn hộ hiện đại với căn hộ 1 - 4 phòng ngủ, sky villa. Hệ thống có khoảng 900 căn hộ dịch vụ cao cấp Vinhomes và căn hộ thương mại Officetel cao cấp, trong đó có căn hộ dịch vụ tiêu chuẩn 5 sao và căn hộ dịch vụ siêu sang 6 sao diện tích 400m² với góc nhìn 180 độ.
- Tầng 41 đến 77: Khách sạn Vinpearl 5 sao. Khu khách sạn 5 sao Vinpearl có quy mô khoảng 450 phòng; phòng tổng thống sang trọng có diện tích lên đến 1.000 m² với tầm quan sát 360 độ quanh thành phố. Nhà hàng và sky bar thuộc khách sạn ở tầng 66 và 67 có góc nhìn rộng 360 độ.
- Tầng 71: Pearl Club
- Tầng 73: Nhà hàng Truffle - Habano's cigar lounge
- Tầng 74: Ice and Spice Bar
- Tầng 75-76: Blank Lounge
- Tầng 77: Nhà hàng Ussina
- Tầng 80: Miwaku Premium Bar
- Tầng 79 đến 81: Đài quan sát.
- Riêng tầng 21, 46H và 78 là tầng kĩ thuật.

Dưới chân tòa nhà là Trung tâm thương mại Vincom Center có diện tích 59.000 m².
Cuối tháng 8/2018, Tổng thầu Coteccons vừa công bố hoàn thành thi công lắp đặt Angten trên đỉnh của Landmark 81. Angten này có chiều cao 8,3m là thiết bị thu phát sóng truyền hình cho TP.HCM, góp phần tăng chiều cao tổng tòa nhà lên gần 470m. Hiện tại MobiTV là đơn vị đầu tiên triển khai phát sóng truyền hình số DVB-T2 cho toàn TPHCM thông qua Angten này.

## Thiết kế
Landmark 81 được thiết kế bởi Atkins, một công ty dịch vụ Anh chuyên về thiết kế, kỹ thuật, tư vấn kiến trúc. Atkins đã có kinh nghiệm thiết kế rất nhiều tòa nhà chọc trời khác trên thế giới, phần lớn trong số chúng nằm ở Dubai và Trung Quốc, đáng chú ý nhất có thể kể tới tòa nhà Burj al-Arab.
Landmark 81 có thiết kế 81 tầng, tổng diện tích sàn là 241.000 m². Cấu trúc của tòa nhà đơn giản chỉ là các khối chụm lại với nhau, bao gồm 36 khối có chiều cao khác nhau, được nhóm lại trong một ma trận 6×6. Các khối cao hơn sẽ được đặt ở trung tâm của ma trận, một trong những tòa nhà điển hình nhất sử dụng kiểu thiết kế này là Tháp Willis ở Chicago.
Theo nhà thiết kế, thiết kế của Landmark 81 được lấy cảm hứng từ những bó tre truyền thống, tượng trưng cho sức mạnh và sự đoàn kết trong văn hóa Việt Nam. Hầu hết các đỉnh khối hình ống đều có thiết kế thêm các khu vườn ở bên trên, ngoại trừ những khối cao nhất. Tầng trệt của tòa nhà được sử dụng làm trung tâm mua sắm.

## Hình ảnh

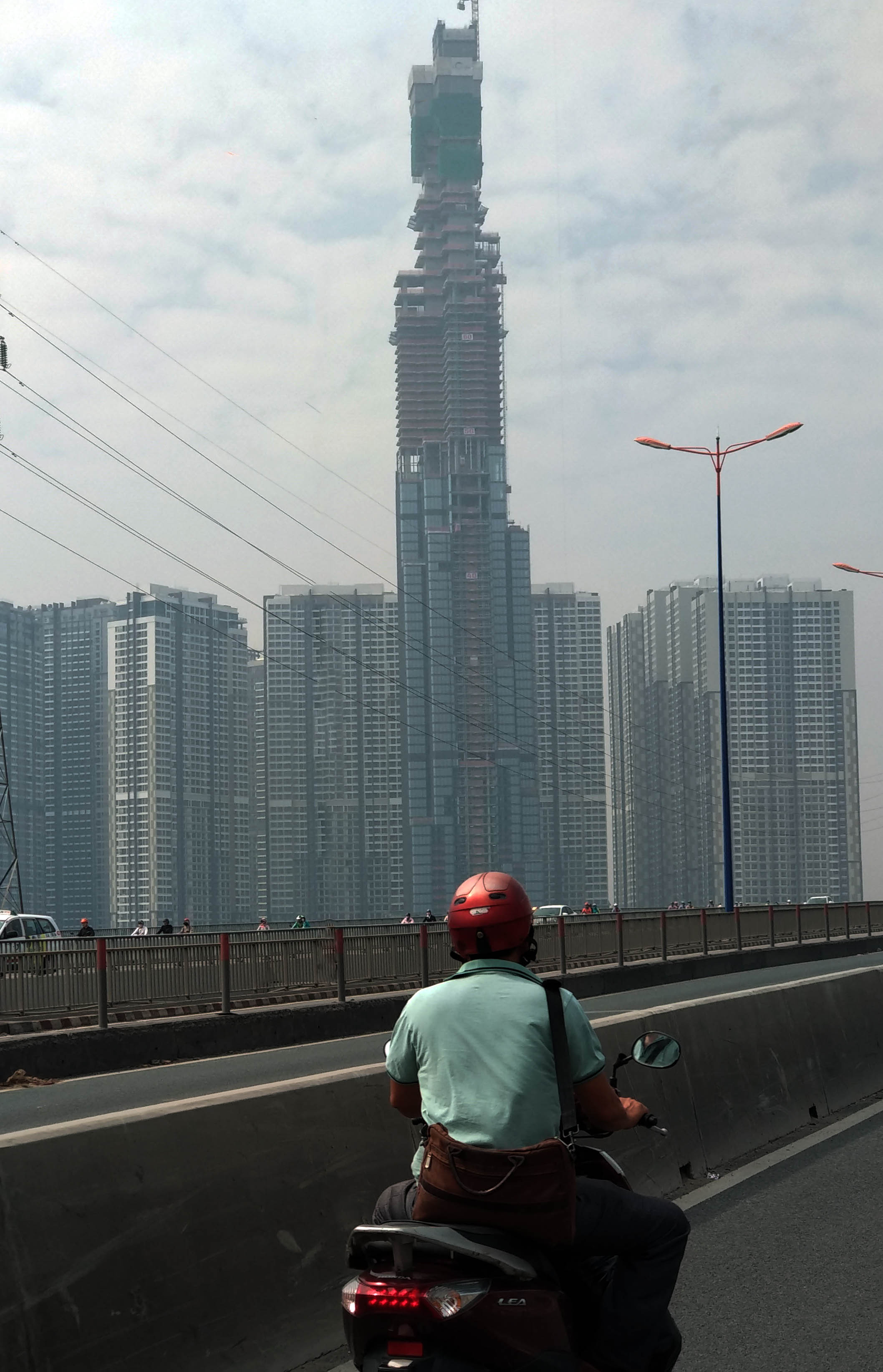
Landmark 81 lúc đang xây dựng, tháng 1/2018
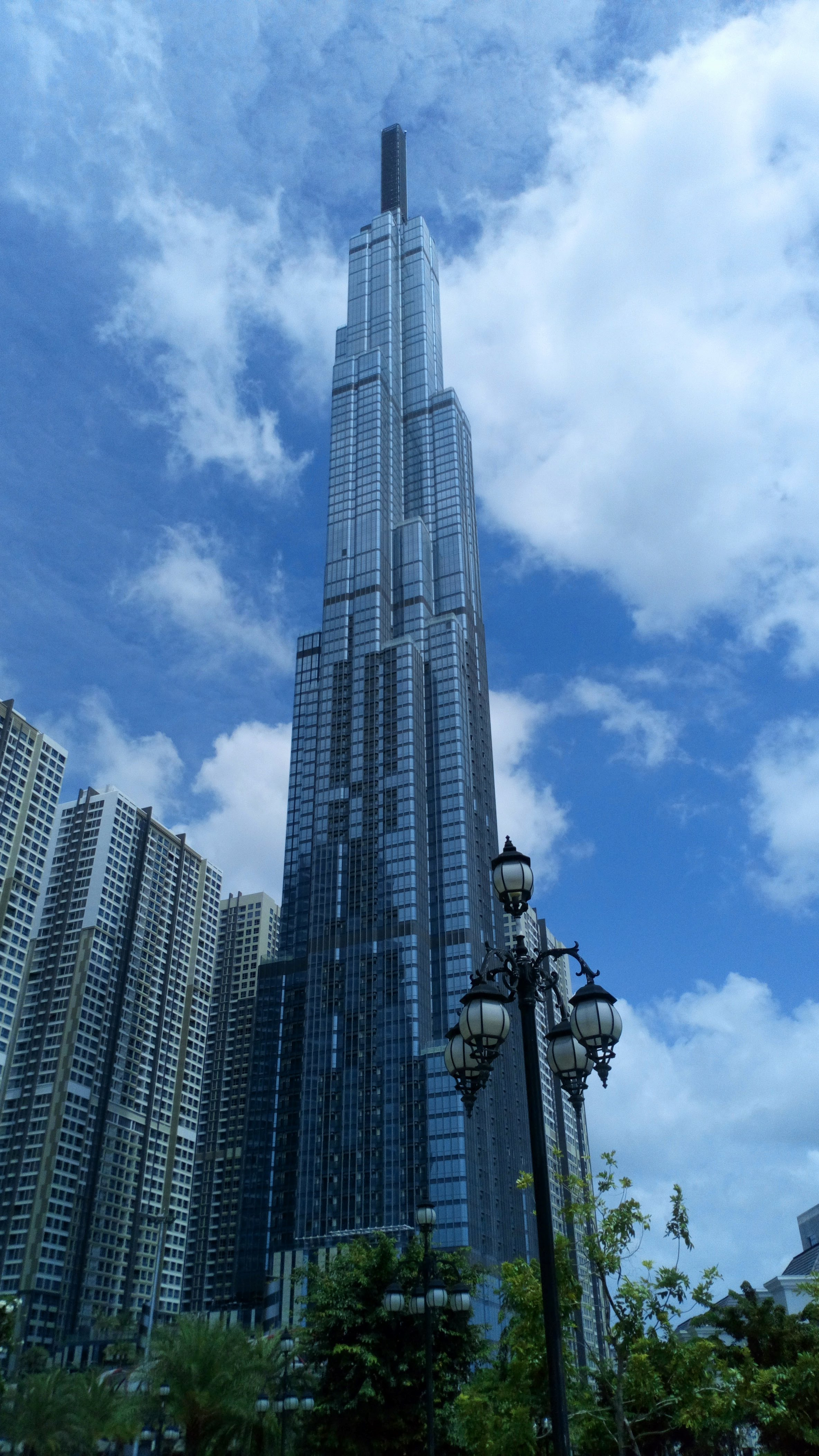
Sáng 5/8/2018
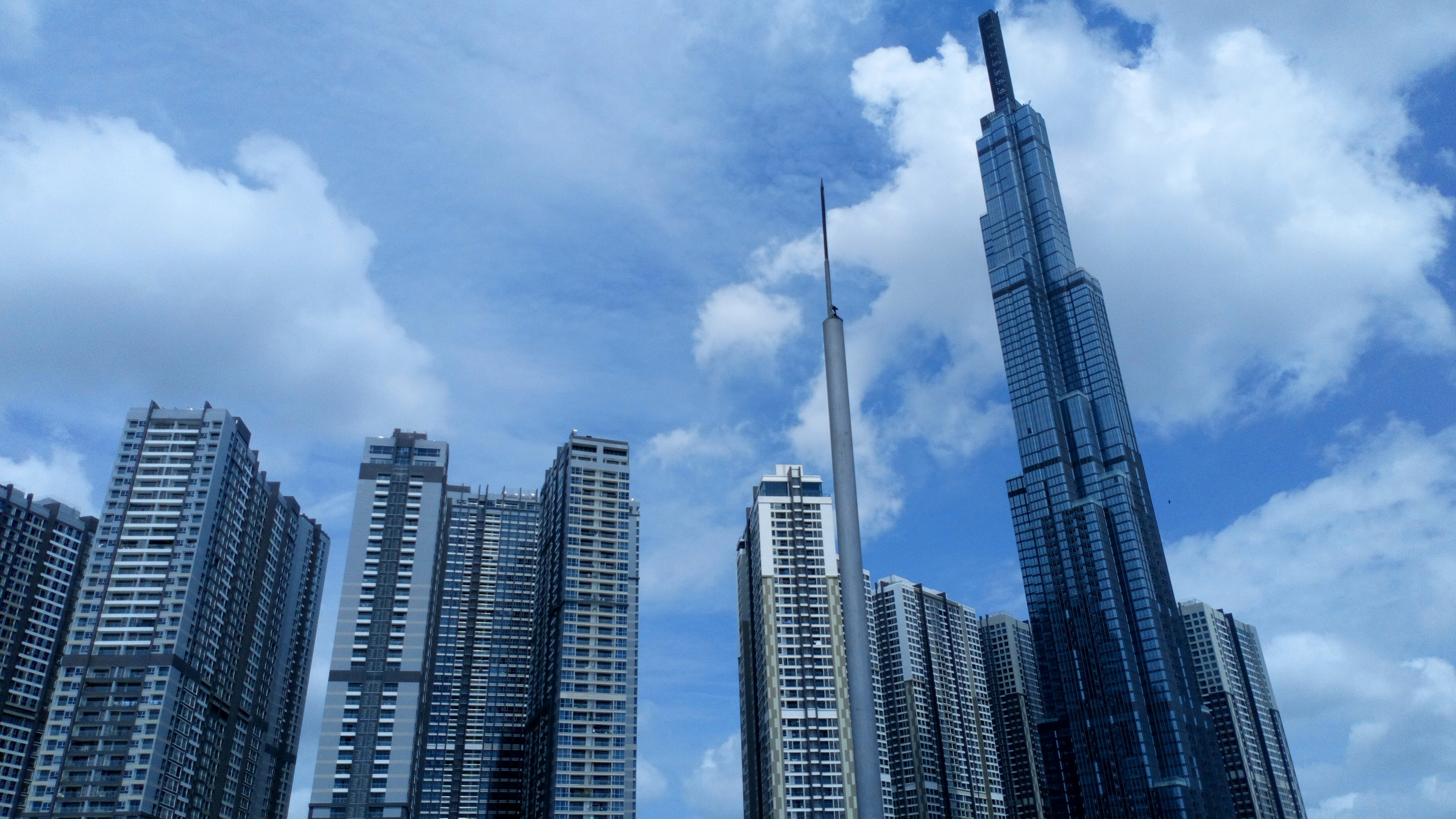
Vinhomes Central Park.
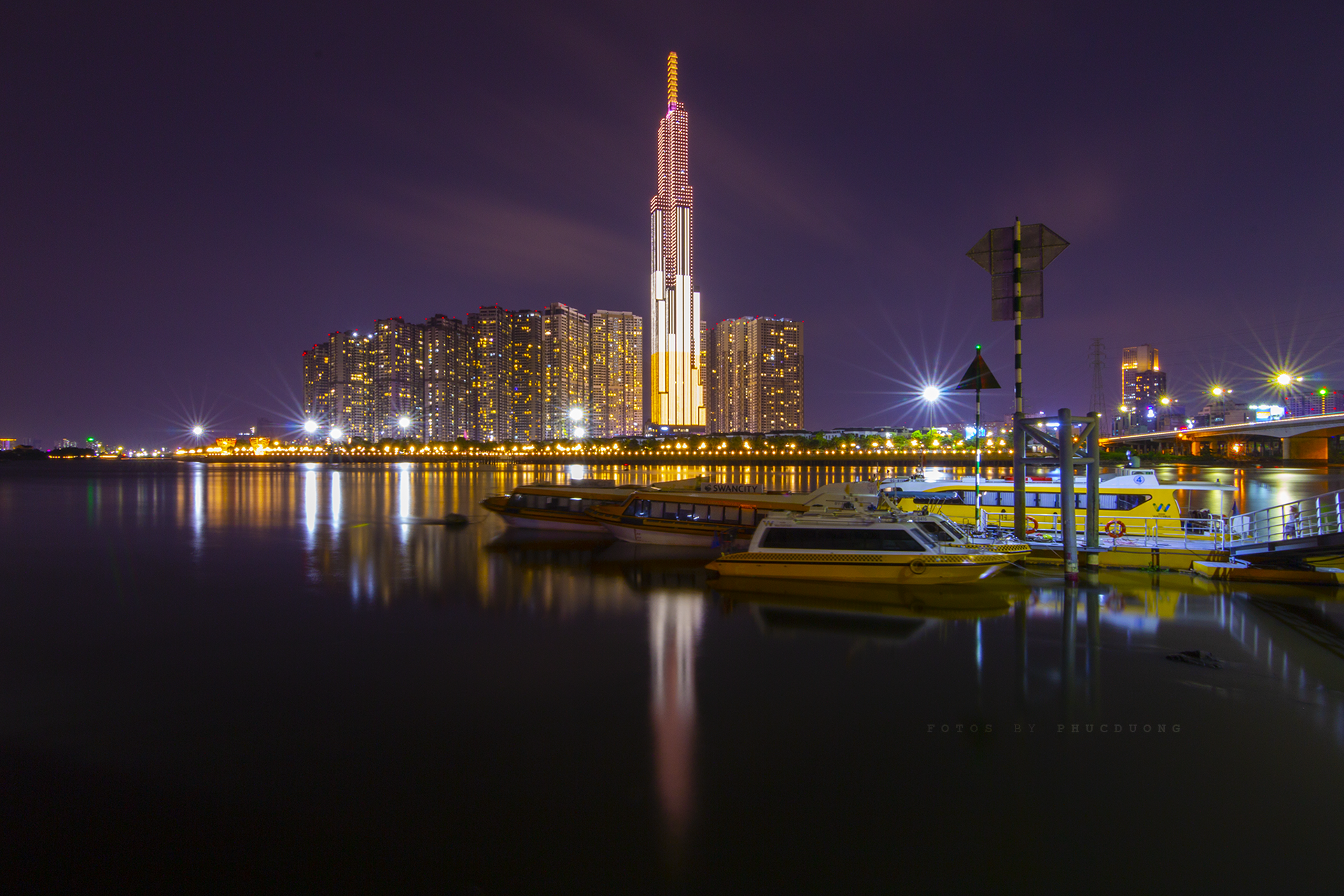
Vinhomes Central Park về đêm
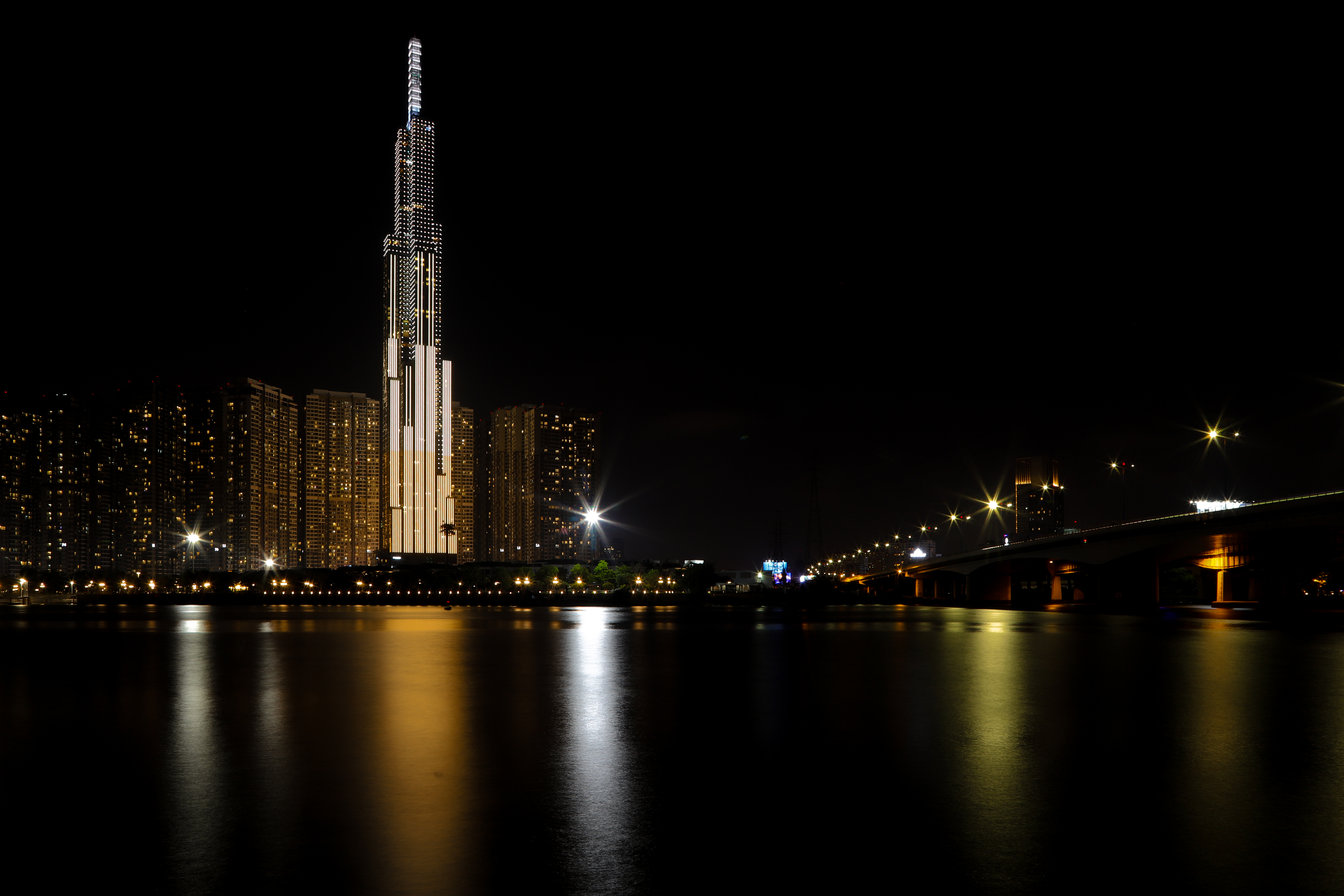
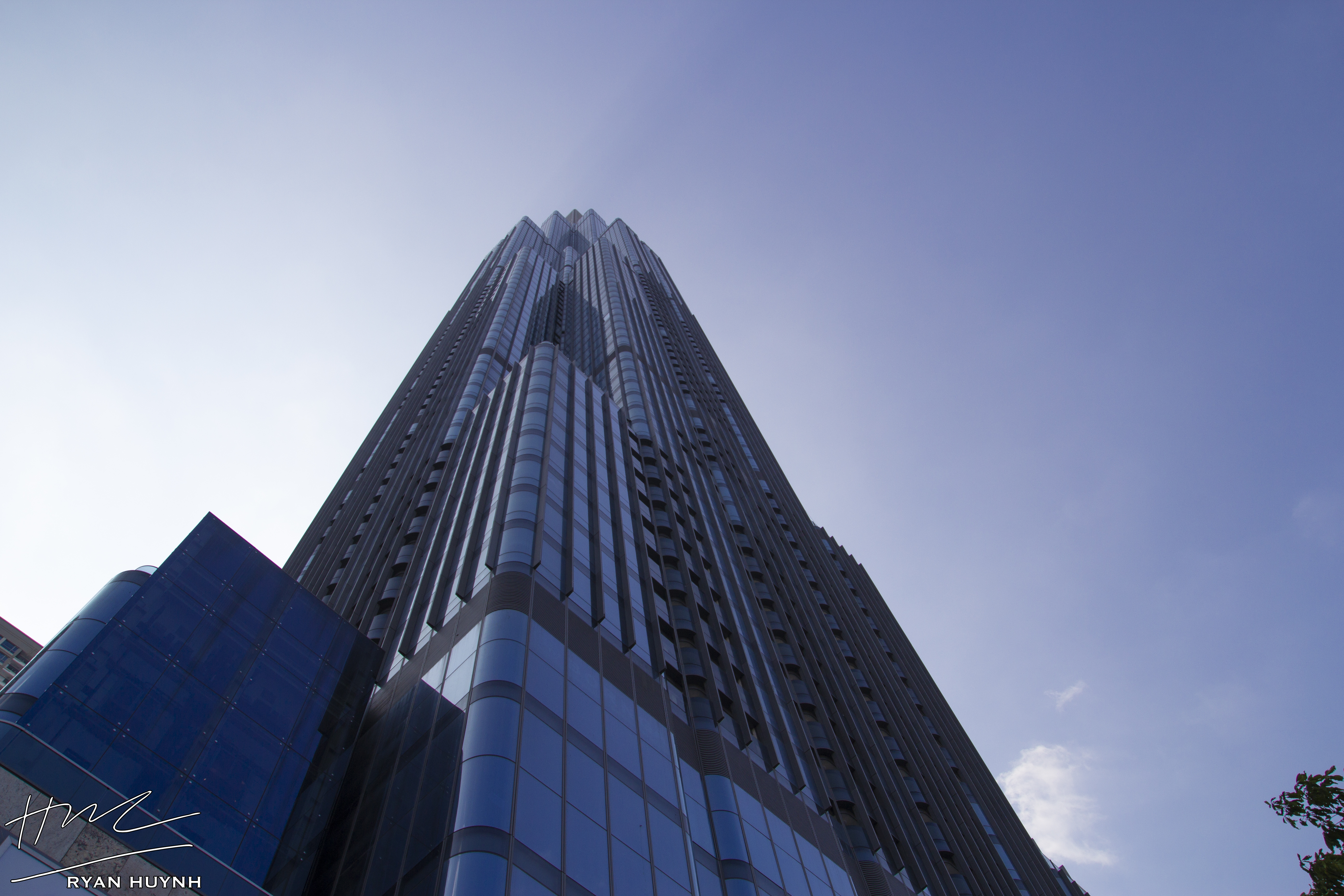
Landmark 81 nhìn từ dưới.